# Diocesi di Daloa
La diocesi di Daloa (in latino Dioecesis Daloaënsis) è una sede della Chiesa cattolica in Costa d'Avorio suffraganea dell'arcidiocesi di Gagnoa. Nel 2023 contava 859.000 battezzati su  2.745.000 abitanti. È retta dal vescovo Marcellin Yao Kouadio.

## Territorio
La diocesi comprende le regioni ivoriane dell'Alto Sassandra e di Marahoué.
Sede vescovile è la città di Daloa, dove si trova la cattedrale di Cristo Re.
Il territorio è suddiviso in 48 parrocchie.

## Storia
Il vicariato apostolico di Sassandra fu eretto il 9 aprile 1940 con la bolla Quo intra di papa Pio XII, ricavandone il territorio dal vicariato apostolico della Costa d'Avorio (oggi arcidiocesi di Abidjan).
Il 14 settembre 1955 per effetto della bolla Dum tantis del medesimo papa Pio XII il vicariato apostolico è stato elevato a diocesi e ha assunto il nome attuale. Originariamente era suffraganea dell'arcidiocesi di Abidjan.
Il 25 giugno 1956 e l'8 giugno 1968 ha ceduto porzioni del suo territorio a vantaggio dell'erezione rispettivamente delle diocesi di Gagnoa (oggi arcidiocesi) e di Man.
Il 19 dicembre 1994 ha ceduto un'altra porzione di territorio a vantaggio dell'erezione della diocesi di Odienné e nel contempo è entrata a far parte della provincia ecclesiastica di Gagnoa.

## Cronotassi dei vescovi
Si omettono i periodi di sede vacante non superiori ai 2 anni o non storicamente accertati.
- Alphonse Charles Kirmann, S.M.A. † (9 aprile 1940 - 25 marzo 1955 deceduto)
- Jean Marie Etrillard, S.M.A. † (29 febbraio 1956 - 4 luglio 1956 nominato vescovo di Gagnoa)
- Pierre-Eugène Rouanet, S.M.A. † (4 luglio 1956 - 20 novembre 1975 dimesso)
- Pierre-Marie Coty † (20 novembre 1975 - 22 marzo 2005 ritirato)
- Maurice Konan Kouassi (22 marzo 2005 - 25 aprile 2018 ritirato)
- Marcellin Yao Kouadio, dal 25 aprile 2018

## Statistiche
La diocesi nel 2023 su una popolazione di 2.745.000 persone contava 859.000 battezzati, corrispondenti al 31,3% del totale.
| anno | popolazione | popolazione | popolazione | presbiteri | presbiteri | presbiteri | presbiteri                | diaconi | religiosi | religiosi | parrocchie |
| anno | battezzati  | totale      | %           | numero     | secolari   | regolari   | battezzati per presbitero | diaconi | uomini    | donne     | parrocchie |
| ---- | ----------- | ----------- | ----------- | ---------- | ---------- | ---------- | ------------------------- | ------- | --------- | --------- | ---------- |
| 1950 | 23.047      | 700.000     | 3,3         | 32         | 32         |            | 720                       |         |           | 13        | 16         |
| 1970 | 7.692       | 520.000     | 1,5         | 22         |            | 22         | 349                       |         | 22        | 37        |            |
| 1980 | 18.979      | 832.000     | 2,3         | 26         | 5          | 21         | 729                       |         | 24        | 36        | 12         |
| 1990 | 25.500      | 1.203.000   | 2,1         | 23         | 9          | 14         | 1.108                     |         | 21        | 46        | 13         |
| 1999 | 35.500      | 1.115.000   | 3,2         | 40         | 24         | 16         | 887                       | 1       | 23        | 53        | 13         |
| 2000 | 37.000      | 1.200.000   | 3,1         | 39         | 24         | 15         | 948                       | 1       | 21        | 53        | 13         |
| 2001 | 36.500      | 1.193.000   | 3,1         | 41         | 26         | 15         | 890                       | 1       | 23        | 48        | 13         |
| 2003 | 38.000      | 1.200.000   | 3,2         | 49         | 34         | 15         | 775                       | 1       | 23        | 37        | 14         |
| 2004 | 38.000      | 1.196.000   | 3,2         | 43         | 31         | 12         | 883                       | 1       | 18        | 34        | 14         |
| 2006 | 38.000      | 1.196.000   | 3,2         | 47         | 35         | 12         | 808                       | 1       | 18        | 34        | 14         |
| 2013 | 220.000     | 1.541.000   | 14,3        | 60         | 48         | 12         | 3.666                     | 1       | 24        | 25        | 18         |
| 2016 | 264.000     | 1.658.000   | 15,9        | 63         | 54         | 9          | 4.190                     | 3       | 31        | 60        | 23         |
| 2019 | 284.730     | 1.790.465   | 15,9        | 70         | 66         | 4          | 4.067                     | 2       | 4         | 60        | 40         |
| 2021 | 254.000     | 2.563.600   | 9,9         | 103        | 89         | 14         | 2.466                     | 2       | 36        | 57        | 42         |
| 2023 | 859.000     | 2.745.000   | 31,3        | 103        | 90         | 13         | 8.339                     | 1       | 30        | 36        | 48         |